# Folk dreams
Folk dreams is een samengestelde compositie van Leonardo Balada. De meeste composities van Balada dragen een Spaanse titel. Deze echter niet, want de hele suite werd voor het eerst gespeeld door het Nationaal Symfonieorkest van Ierland. onder leiding van Colman Pearce.
Het werk bestaat uit drie bewerkingen van volkswijsjes. Balada bewerkte ze zodanig dat ze in deze suite klinken als hedendaagse muziek. Balada gaf aan het een surrealistisch tableau te vinden. Men hoort af en toe fragmenten van volksmuziek, die dan snel overgaan in klassieke muziek van de 20e eeuw.
De delen:
1. Line and thunder uit 1996 is gebaseerd op een Lets volkswijsje. Het is opgedragen aan Mariss Jansons (Let van geboorte), want hij dirigeerde op 20 februari 1998 dit deel als eerste en wel met het Pittsburgh Symphony Orchestra, tevens opdrachtgever. Een lange melodielijn (Line) wordt onderbroken door clusters (Thunder), de oorspronkelijke titel luidde Mozaíka
2. Shadows uit 1994,  is gebaseerd op een volkswijsje uit Catalonië (Balada is Catalaan) en is opgedragen aan de dirigent José López-Cobos, die het uitvoerde met het Cincinnati Symphony Orchestra op 31 maart 1995; de gelegenheid was het 100-jarig bestaan van het orkest
3. Echoes uit 1998 is gebaseerd op diverse Ierse volkswijsjes en is opgedragen aan Pearce.

De deeltjes kunnen ook los van elkaar uitgevoerd worden.
Balada schreef het voor:
- 2 dwarsfluiten, 2 hobo’s, 2 klarinetten, 2 fagotten
- 4 hoorns, 3 trompetten, 3 trombones, 1 tuba
- percussie, piano, 1 harp
- violen, altviolen, celli, contrabassen